# Всесвітня серія боксу 2017-18 – перша важка вага
2017–18 World Boxing Super Series — Перша важка вага — професійний турнір із боксу, який був запланований з вересня 2017 року по травень 2018 року в декількох країнах. У WBSS брали участь 8 найкращих крузерів в одному відбірковому турнірі. Переможець здобув всі 4 основні титули з боксу, а також трофей Мухаммеда Алі.
Турнір організований «Comosa AG». Паралельно проводився турнір у другій середній вазі. Призовий фонд для обох турнірів становив 50 мільйонів доларів США.

## Учасники
| Рейтинг | Боксер            | П-П-Н  | Стійка   | Зріст  | Вік                              | Титули                      |
| ------- | ----------------- | ------ | -------- | ------ | -------------------------------- | --------------------------- |
| 2       | Майріс Брієдіс    | 22–0–0 | Ортодокс | 1.86 м | січня 13, 1985 (вік 32 роки)     | Чемпіон світу WBC           |
| Н/Д     | Юніел Дортікос    | 21–0–0 | Ортодокс | 1.91 м | березня 11, 1986 (вік 31 рік)    | Чемпіон світу WBA (Regular) |
| 5       | Мурат Гассієв     | 24–0–0 | Ортодокс | 1.92 м | жовтня 12, 1993 (вік 23 роки)    | Чемпіон світу IBF           |
| 8       | Марко Хук         | 40–4–1 | Ортодокс | 1.88 м | листопада 11, 1984 (вік 32 роки) |                             |
| 10      | Дмитро Кудряшов   | 21–1–0 | Ортодокс | 1.89 м | жовтня 26, 1985 (вік 31 рік)     |                             |
| 24      | Майк Перес        | 22–2–1 | Лівша    | 1.85 м | жовтня 20, 1985 (вік 31 рік)     |                             |
| 1       | Олександр Усик    | 12–0–0 | Лівша    | 1.90 м | січня 17, 1987 (вік 30 років)    | Чемпіон світу WBO           |
| 14      | Кшиштоф Влодарчик | 53–3–1 | Ортодокс | 1.86 м | вересня 19, 1981 (вік 35 років)  |                             |

- Перераховані вище позиції боксерів відповідають рейтингам BoxRec до початку турніру. Вік, зареєстрований на початку турніру.
- Кшиштоф Гловацький і Матеуш Мастернак[en] — резервні бійці турніру.[3]

## Турнірна сітка
У форматі турніру чотири сіяні бійці обирали собі противника з чотирьох несіяних бійців на жеребкуванні. Сіяні бійці були визначені організаторами. Жеребкування відбулося 8 липня 2017 року в гала-концерті, який організувала актриса Мелані Вінігер в Монте-Карло. За правилами IBF Гассієв повинен був провести захист титулу проти Влодарчика, перш ніж битися з кимось іншим. Тому цей матч був попередньо узгоджений перед жеребкуванням.
|  | Чвертьфінал             | Чвертьфінал          |                      |  | Півфінал | Півфінал |  |                      | Фінал | Фінал |
|  |                         |                      |                      |  |          |          |  |                      |       |       |
|  | Олександр Усик (UKR)    | TKO 10               |                      |  |          |          |  |                      |       |       |
|  | Марко Хук (GER)         |                      |                      |  |          |          |  |                      |       |       |
|  |                         | Олександр Усик (UKR) | MD 12                |  |          |          |  |                      |       |       |
|  |                         |                      | MD 12                |  |          |          |  |                      |       |       |
|  |                         |                      | Майріс Брієдіс (LAT) |  |          |          |  |                      |       |       |
|  | Майріс Брієдіс (LAT)    | UD 12                |                      |  |          |          |  |                      |       |       |
|  | Майріс Брієдіс (LAT)    | UD 12                |                      |  |          |          |  |                      |       |       |
|  | Майк Перес (CUB)        |                      |                      |  |          |          |  |                      |       |       |
|  |                         |                      |                      |  |          |          |  | Олександр Усик (UKR) | UD 12 |       |
|  |                         | Мурат Гассієв (RUS)  |                      |  |          |          |  |                      |       |       |
|  | Мурат Гассієв (RUS)     | KO 3                 |                      |  |          |          |  |                      |       |       |
|  | Кшиштоф Влодарчик (POL) |                      |                      |  |          |          |  |                      |       |       |
|  |                         | Мурат Гассієв (RUS)  | TKO 12               |  |          |          |  |                      |       |       |
|  |                         |                      | TKO 12               |  |          |          |  |                      |       |       |
|  |                         |                      | Юніел Дортікос (CUB) |  |          |          |  |                      |       |       |
|  | Юніел Дортікос (CUB)    | KO 2                 |                      |  |          |          |  |                      |       |       |
|  | Юніел Дортікос (CUB)    | KO 2                 |                      |  |          |          |  |                      |       |       |
|  | Дмитро Кудряшов (RUS)   |                      |                      |  |          |          |  |                      |       |       |

## Чвертьфінал

### Усик vs. Хук
9 вересня 2017 року у Берліні відбувся чвертьфінальний поєдинок турніру World Boxing Super Series, в якому Олександр Усик зустрівся з екс-чемпіоном світу німцем боснійського походження Марко Хуком.
З перших раундів Олександр Усик контролював хід бою, регулярно турбуючи Марко Хука двійками, але той показав хорошу стійкість і тримав всі пропущені удари, небезпечно контратакуючи. І все ж Усик був набагато швидшим, більш технічним, виграючи раунд за раундом.
Хуку нічого не залишалося, крім як брудно боксувати, але Усик був готовий і до цього. Він закривав свою потилицю під час клінчів, також рефері неодноразово робив попередження Хуку, один раз зняв з нього очко за удар по потилиці, коли Усик послизнувся у 8-му раунді.
В останніх раундах перевага Олександра була незаперечною, і все закінчилося в десятому раунді, коли після тривалої атаки Усика, під час якої Хук стояв біля канатів приймаючи удари, бій зупинив рефері.
Підсумок — перемога Олександра Усика технічним нокаутом в десятому раунді. Таким чином, Олександр Усик зберіг свій пояс чемпіона світу за версією WBO і вийшов до півфіналу Всесвітньої боксерської суперсерії.

### Дортікос vs. Кудряшов
Другий поєдинок чвертьфіналу Super Series відбувся 23 вересня 2017 року. Перший раунд не був багатим на події. Дортікос діяв з дистанції, Кудряшов дав зрозуміти, що буде працювати по корпусу суперника. Кілька силових випадів з обох сторін не були успішними. З початком другого раунду Дортікос почав активно атакувати Кудряшова двійками, зумівши притиснути його до канатів. Кудряшов намагався контратакувати, але в нього мало що виходило. Потім бій знову перемістився до центру рингу, і Дортікос продовжив атакувати. Незабаром кубинець завдав точний правий боковий, на який Кудряшов спробував відповісти лівим хуком, але промахнувся. Дортікос швидко помітив, що з'явилася «дірка» в захисті суперника і завдав точного правого прямого, після якого Кудряшов впав на настил. Він виглядав враженим і не зміг нормально встати до закінчення відліку. Рефері зафіксував нокаут.

### Брієдіс vs. Перес
Незважаючи на те, що обов'язковим претендентом на титул WBC був росіянин Дмитро Кудряшов, Брієдіс вибрав собі в суперники кубинського боксера, колишнього важкоатлета Майка Переса. Поєдинок був дуже в'язким і важким. Здавалося, що обидва суперники незручні один одному. У третьому відрізку бою боксери зіткнулися головами, в результаті чого над лівим оком Майріса відкрилося розсічення, а рефері зняв з кубинця один бал. Після цього на зміну позиційній боротьбі прийшло безліч клінчів, і боксери протягом двох раундів більше потопали в обіймах один одного, ніж боксували в прямому сенсі цього слова. На радість вболівальників, починаючи з п'ятого раунду, боксери припинили обійматися, і перевагу Брієдіса відразу стало помітно. Майріс результативно діяв назустріч, особливо успішно орудуючи аперкотами, діставав Майка правими прямими і лівими боковими, набагато рідше пропускаючи у відповідь. У десятому раунді зняттям бала за порушення правил був покараний вже чемпіон, але в підсумку це ні на що кардинальним чином не вплинуло. 116-110, 115-111, 114-112 — одноголосне рішення суддів на користь Майріса.

#### Гассієв vs. Влодарчик
21 жовтня в рамках турніру відбувся обов'язковий захист титулу IBF росіянином Муратом Гассієвим проти поляка Кшиштофа Влодарчика. Бій закінчився нокаутом у 3 раунді, коли Влодарчик не зумів піднятися на рахунок 10 після удару в печінку.

## Півфінал
Півфінальні бої були заплановані на січень-лютий 2018 року.
| 27 січня 2018 | Олександр Усик | vs. | Майріс Брієдіс | Арена Рига, Рига, Латвія |

| 3 лютого 2018 | Мурат Гассієв | vs. | Юніел Дортікос | Большой, Сочі, Росія |

### Усик vs. Брієдіс
Незважаючи на прогнози букмекерів на впевнену перемогу українця, поєдинок вийшов вкрай напруженим і важким для суддівства. Суперники влаштували справжню рубку. Але латиш, здається, виклався у перших раундах. Переломним в бою став 5 раунд, в якому Усик захопив центр ринга, контролював надалі хід бою і переміг рішенням більшості — 115-113 двічі і 114-114.
Брієдіс зазнав першої у кар'єрі поразки, а Усик об'єднав чемпіонські пояси WBC і WBO

### Гассієв vs. Дортікос
У другому півфіналі Гассієв здобув дуже переконливу і красиву перемогу. Рівним бій був тільки в перших раундах. Середина і, особливо, кінцівка бою пройщли за переваги осетина, який важкезними ударами розбивав кубинця. У 12 раунді, до того як рефері зупинив бій, Гассієв двічі надсилав Дортікоса в нокдаун, а після третього кубинець ледь не вилетів за межі ринга. Дортікос зазнав першої поразки, а Гассієв не тільки захистив титул IBF , але і здобув титул WBA.

## Фінал
Вирішальний бій WBSS мав відбутися 11 травня в Джидді (Саудівська Аравія) між українцем Олександром Усиком та російським боксером Муратом Гассієвим. На кону бою — чемпіонські пояси WBC, WBA, WBO і IBF, а також трофей імені Мухаммеда Алі.
Але у Саудівської Аравії з'явилися труднощі із проведенням бою, а Усик в ході підготовки до бою травмував лікоть і повідомив, що не зможе вийти на бій 11 травня, тому бій перенесли на літо. В боротьбу за право проведення фіналу вступила Росія. Усик спочатку був категорично проти проведення бою в Росії. Але у червні організатори турніру офіційно оголосили, що фінал Всесвітньої серії боксу відбудеться 21 липня 2018 року у Москві.
Бій між Усиком і Гассієвим тривав усі 12 раундів. Переконливу перемогу одностайним рішенням суддів здобув Олександр Усик і став першим українським абсолютним чемпіоном світу з боксу і володарем Кубка Мухаммеда Алі.
| 21 липня 2018 | Олександр Усик | vs. | Мурат Гассієв | Олімпійський, Москва, Росія |